# Rexea
Rexea és un gènere de peixos pertanyent a la família dels gempílids.

## Taxonomia
- Rexea alisae (Roberts & Stewart, 1997)[2]
- Rexea antefurcata (Parin, 1989)[3]
- Rexea bengalensis (Alcock, 1894)[4]
- Rexea brevilineata (Parin, 1989)[5]
- Rexea nakamurai (Parin, 1989)[3]
- Rexea prometheoides (Bleeker, 1856)[6]
- Rexea solandri (Cuvier, 1832)[7][8][9][10][11][12][13][14][15][16][17][18][19]